# Emmanuele di Anhalt-Köthen
Emmanuele di Anhalt-Köthen (Plötzkau, 6 ottobre 1631 – Köthen, 8 novembre 1670) fu Principe di Anhalt-Köthen dal 1653 al 1670.

## Biografia
Figlio del Principe Augusto di Anhalt-Köthen e di sua moglie, Sibilla di Solms-Laubach, succedette al nipote Guglielmo Luigi di Anhalt-Köthen, assieme al proprio fratello Lebrecht, sul trono di Anhalt-Köthen alla morte di quegli, nel 1665.
Emmanuele Lebrecth morì l'8 novembre 1670, a Köthen, lasciando la successione al figlio primogenito ancora infante, Emmanuele Lebrecht. La reggenza del Principato venne temporaneamente assunta dalla moglie di Emmanuele, incinta, la quale diede alla luce il figlio, nato postumo alla morte del padre, nel 1671, il quale venne dichiarato erede dei diritti paterni e di conseguenza il ruolo di reggente della madre venne prolungato sino alla sua maggiore età.

## Matrimonio e figli
Emmanuele Lebrecht sposò Anna Eleonora di Stolberg-Wernigerode, dalla quale ebbe un solo erede:
- Emmanuele Lebrecht (1671-1704), principe di Anhalt-Köthen

## Ascendenza
|                                     |                                    |                                   | Genitori                                         |  |  | Nonni |  |  | Bisnonni                     |  |  | Trisnonni                |  |
|                                     |                                    |                                   |                                                  |  |  |       |  |  | Giovanni IV di Anhalt-Zerbst |  |  | Ernesto di Anhalt-Zerbst |  |
|                                     |                                    |                                   |                                                  |  |  |       |  |  | Giovanni IV di Anhalt-Zerbst |  |  | Ernesto di Anhalt-Zerbst |  |
|                                     |                                    | Margherita di Münsterberg         |                                                  |  |  |       |  |  | Giovanni IV di Anhalt-Zerbst |  |  |                          |  |
| Gioacchino Ernesto di Anhalt        |                                    |                                   |                                                  |  |  |       |  |  | Giovanni IV di Anhalt-Zerbst |  |  |                          |  |
|                                     |                                    | Margherita di Brandeburgo         | Gioacchino I di Brandeburgo                      |  |  |       |  |  |                              |  |  |                          |  |
|                                     |                                    | Margherita di Brandeburgo         | Gioacchino I di Brandeburgo                      |  |  |       |  |  |                              |  |  |                          |  |
|                                     |                                    | Margherita di Brandeburgo         | Elisabetta di Danimarca                          |  |  |       |  |  |                              |  |  |                          |  |
| Augusto di Anhalt-Plötzkau          |                                    | Margherita di Brandeburgo         |                                                  |  |  |       |  |  |                              |  |  |                          |  |
|                                     |                                    | Cristoforo di Württemberg         | Ulrico di Württemberg                            |  |  |       |  |  |                              |  |  |                          |  |
|                                     |                                    | Cristoforo di Württemberg         | Ulrico di Württemberg                            |  |  |       |  |  |                              |  |  |                          |  |
|                                     |                                    | Cristoforo di Württemberg         | Sabina di Baviera                                |  |  |       |  |  |                              |  |  |                          |  |
| Eleonora di Württemberg             |                                    | Cristoforo di Württemberg         |                                                  |  |  |       |  |  |                              |  |  |                          |  |
|                                     |                                    | Anna Maria di Brandeburgo-Ansbach | Giorgio di Brandeburgo-Ansbach                   |  |  |       |  |  |                              |  |  |                          |  |
|                                     |                                    | Anna Maria di Brandeburgo-Ansbach | Giorgio di Brandeburgo-Ansbach                   |  |  |       |  |  |                              |  |  |                          |  |
|                                     |                                    | Anna Maria di Brandeburgo-Ansbach | Edvige di Münsterberg-Oels                       |  |  |       |  |  |                              |  |  |                          |  |
| Emmanuele di Anhalt-Köthen          |                                    | Anna Maria di Brandeburgo-Ansbach |                                                  |  |  |       |  |  |                              |  |  |                          |  |
|                                     | Federico Magnus I di Solms-Laubach | Ottone di Solms-Laubach           |                                                  |  |  |       |  |  |                              |  |  |                          |  |
|                                     | Federico Magnus I di Solms-Laubach | Ottone di Solms-Laubach           |                                                  |  |  |       |  |  |                              |  |  |                          |  |
|                                     | Federico Magnus I di Solms-Laubach | Anna di Meclemburgo-Schwerin      |                                                  |  |  |       |  |  |                              |  |  |                          |  |
| Giovanni Giorgio I di Solms-Laubach | Federico Magnus I di Solms-Laubach |                                   |                                                  |  |  |       |  |  |                              |  |  |                          |  |
|                                     |                                    | Agnese di Wied                    | Giovanni III di Wied                             |  |  |       |  |  |                              |  |  |                          |  |
|                                     |                                    | Agnese di Wied                    | Giovanni III di Wied                             |  |  |       |  |  |                              |  |  |                          |  |
|                                     |                                    | Agnese di Wied                    | Elisabetta di Nassau-Dillenburg                  |  |  |       |  |  |                              |  |  |                          |  |
| Sibilla di Solms-Laubach            |                                    | Agnese di Wied                    |                                                  |  |  |       |  |  |                              |  |  |                          |  |
|                                     |                                    | Giorgio I di Schönburg-Glauchau   | Ernesto III di Schönburg-Waldenburg-Lichtenstein |  |  |       |  |  |                              |  |  |                          |  |
|                                     |                                    | Giorgio I di Schönburg-Glauchau   | Ernesto III di Schönburg-Waldenburg-Lichtenstein |  |  |       |  |  |                              |  |  |                          |  |
|                                     |                                    | Giorgio I di Schönburg-Glauchau   | Amalia di Leisnig                                |  |  |       |  |  |                              |  |  |                          |  |
| Margherita di Schönburg-Glauchau    |                                    | Giorgio I di Schönburg-Glauchau   |                                                  |  |  |       |  |  |                              |  |  |                          |  |
|                                     |                                    | Dorotea di Reuss-Greiz            | Enrico XIV di Reuss-Greiz                        |  |  |       |  |  |                              |  |  |                          |  |
|                                     |                                    | Dorotea di Reuss-Greiz            | Enrico XIV di Reuss-Greiz                        |  |  |       |  |  |                              |  |  |                          |  |
|                                     |                                    | Dorotea di Reuss-Greiz            | Amalie von Mansfeld                              |  |  |       |  |  |                              |  |  |                          |  |
|                                     |                                    | Dorotea di Reuss-Greiz            |                                                  |  |  |       |  |  |                              |  |  |                          |  |